# Hendrik II van Naaldwijk
Hendrik Willemzn II van Naaldwijk (Ca.1300 - 1349) was erfmaarschalk van Holland, heer van Naaldwijk en Honselaarsdijk.
Hij was een zoon van Willem I van Naaldwijk en Sophia van Raephorst. Hendrik wordt genoemd in een 14e-eeuwse charter waarin wordt gemeld dat Gerard, heer van Voorne hem 'verleit' met de eeuwige pacht over Honselersdijk en de erftitel van Maarschalk van Holland. Sommige bronnen beweren dat hij net als zijn vader deelnam aan de Slag bij Warns, waarbij zijn vader om het leven kwam en Hendrik gewond raakte. Hij huwde met Haeze van Schalkwijk of Scalwijck in 1332 en kreeg drie kinderen met haar.
- Klaasje van Naaldwijk (1335-??)
- Haze van Naaldwijk (1337-??)
- Willem II van Naaldwijk (1340-1395)

Na haar dood trouwde hij nog met Agnes van Wedellnesse. Hendrik overleed in 1349 waarschijnlijk aan de pest. In 1572 wist de kamerheer Van Hoof een aantal portretten (zie afbeelding) van de heren van Naaldwijk te redden tijdens plunderingen in het Huis Honselaarsdijk tijdens de Tachtigjarige oorlog.

## Referenties

Wapen van Hendrik II